# John Douglas (architecte anglais)
Pour les articles homonymes, voir John Douglas.
John Douglas, né le 11 avril 1830 à Sandiway et mort le 23 mai 1911 à Chester, est un architecte anglais qui a conçu près de 500 bâtiments, notamment dans le comté du Cheshire en Angleterre, dont Eaton Hall.